# Liste der Nummer-eins-Hits in Deutschland (1954)
Diese Liste enthält alle Nummer-eins-Hits in Deutschland im Jahr 1954. Sie basieren auf den monatlichen Charts der Zeitschrift Der Automatenmarkt, die die Abspielzahlen von Singles in öffentlichen Jukeboxen ausgewertet hat. Bereits ab Jahresbeginn gab es eingeschränkte Informationen zu populären Songs, die erste deutschlandweite Hitliste wurde für den März 1954 veröffentlicht.
Siehe auch: Liste der Automatenmarkt-Chartsongs (1954)
| | Liste der Nummer-eins-Hits in Deutschland | Liste der Nummer-eins-Hits in Deutschland                                                           | Liste der Nummer-eins-Hits in Deutschland                                       | 1955 → |
| \| Zeitraum \| Mt. ges. \| Interpret \| Titel Autor(en) \| Zusätzliche Informationen \| \| (Zeitraum, Monate auf Platz eins, Interpret, Titel, Autor[en], zusätzliche Informationen) \| \| \| \| \| \| ----------------------------------------------------------------------------------------- \| -------- \| --------------------------------------------------------------------------------------------------- \| ---------------------------------------------------------------------------------- \| ----------------------------------------------------------------------------------------------------------------------------------------------------------------------------------------------------------------------------------------------------- \| \| März 1954 – April 1954 2 Monate \| 2 \| Zehn Whiskys und ein Soda \| Wir, wir, wir haben ein Klavier[3] Jonny Bartels, Jupp Schmitz \| – \| \| Mai 1954 1 Monat \| 1 \| Lys Assia mit Fred Weyrich & den Peheiros \| Schweden-Mädel[4] Frank Midi, Mac Dormant \| mit Béla Sanders und seinem Orchester \| \| Juni 1954 – August 1954 3 Monate \| 3 \| Friedel Hensch und die Cyprys \| Heideröslein[5] Peter Jan Hansen, Walter Rothenburg \| – \| \| September 1954 – Oktober 1954 2 Monate \| 2 \| Hans-Arno Simon \| Wodka-Fox (Gib mir den Wodka, Anuschka)[6] Hans-Arno Simon, Hans Steinbach \| mit der Blaskapelle Sepp Vierlinger \| \| November 1954 1 Monat \| 1 \| Werner Dies mit Willy Berking & seinem Orchester \| Schuster, bleib’ bei deinen Leisten[7] Musik: Rudi Revil; Text: Ralph Maria Siegel \| Le petit cordonnier heißt das französische Original. Die englische Version The Little Shoemaker brachte Petula Clark auf Platz 7 in Großbritannien, die Gaylords kamen in den USA auf Platz 2. Nur in Deutschland erreichte das Lied die Chartspitze. \| \| Dezember 1954 1 Monat \| 1 \| Kurt-Adolf Thelen, Sunshine-Quartett, Golgowsky-Quartett, Will Glahé und sein großes Blas-Orchester \| Am 30. Mai ist der Weltuntergang[8] Bert Roda, Karl Erpel \| – \| |                                           | |                                                                                 | |
| |                                           | |                                                                                 | → 1955 → |
| Zeitraum | Mt. ges.                                  | Interpret                                                                                           | Titel Autor(en)                                                                 | Zusätzliche Informationen |
| (Zeitraum, Monate auf Platz eins, Interpret, Titel, Autor[en], zusätzliche Informationen) |                                           | |                                                                                 | |
| März 1954 – April 1954 2 Monate | 2                                         | Zehn Whiskys und ein Soda                                                                           | Wir, wir, wir haben ein Klavier Jonny Bartels, Jupp Schmitz                     | – |
| Mai 1954 1 Monat | 1                                         | Lys Assia mit Fred Weyrich & den Peheiros                                                           | Schweden-Mädel Frank Midi, Mac Dormant                                          | mit Béla Sanders und seinem Orchester |
| Juni 1954 – August 1954 3 Monate | 3                                         | Friedel Hensch und die Cyprys                                                                       | Heideröslein Peter Jan Hansen, Walter Rothenburg                                | – |
| September 1954 – Oktober 1954 2 Monate | 2                                         | Hans-Arno Simon                                                                                     | Wodka-Fox (Gib mir den Wodka, Anuschka) Hans-Arno Simon, Hans Steinbach         | mit der Blaskapelle Sepp Vierlinger |
| November 1954 1 Monat | 1                                         | Werner Dies mit Willy Berking & seinem Orchester                                                    | Schuster, bleib’ bei deinen Leisten Musik: Rudi Revil; Text: Ralph Maria Siegel | Le petit cordonnier heißt das französische Original. Die englische Version The Little Shoemaker brachte Petula Clark auf Platz 7 in Großbritannien, die Gaylords kamen in den USA auf Platz 2. Nur in Deutschland erreichte das Lied die Chartspitze. |
| Dezember 1954 1 Monat | 1                                         | Kurt-Adolf Thelen, Sunshine-Quartett, Golgowsky-Quartett, Will Glahé und sein großes Blas-Orchester | Am 30. Mai ist der Weltuntergang Bert Roda, Karl Erpel                          | – |